# Championnat de Birmanie de football 2010
Navigation
Saison précédente Saison suivante
Le Championnat de Birmanie de football 2010 est la troisième édition de la Myanmar National League. Les onze meilleurs clubs du pays sont regroupés au sein d'une poule unique où ils s'affrontent deux fois, à domicile et à l'extérieur. 
C'est le club de Yadanarbon FC, double tenant du titre, qui est à nouveau sacré cette saison après avoir terminé en tête du classement final, ne devançant Zayar Shwe Myay FC qu’à la différence de buts. Yangon United complète le podium, à cinq points du duo de tête. C'est le troisième titre de champion de Birmanie de l'histoire du club.

## Qualifications continentales
Le champion de Birmanie se qualifie pour la Coupe du président de l'AFC 2011.

## Les clubs participants
| - Yadanarbon FC - Yangon United - Magwe FC - Kanbawza FC - Zwekapin United - Nouveau club en MNL - Nay Pyi Taw FC - Nouveau club en MNL | - Zayar Shwe Myay FC - Okktha United FC - Delta United FC - Southern Myanmar United - Manaw Myay FC - Nouveau club en MNL |

## Compétition
Le barème utilisé pour établir le classement est le suivant :
- Victoire : 3 points
- Match nul : 1 point
- Défaite : 0 point

### Classement
| Rang | Équipe                  | Pts | J  | G  | N | P  | Bp | Bc | Diff |
| ---- | ----------------------- | --- | -- | -- | - | -- | -- | -- | ---- |
| 1    | Yadanarbon FCT          | 44  | 20 | 13 | 5 | 2  | 44 | 16 | +28  |
| 2    | Zayar Shwe Myay FC      | 44  | 20 | 13 | 5 | 2  | 41 | 18 | +23  |
| 3    | Yangon United           | 39  | 20 | 11 | 6 | 3  | 44 | 12 | +32  |
| 4    | Kanbawza FC             | 38  | 20 | 11 | 5 | 4  | 28 | 11 | +17  |
| 5    | Magwe FC                | 32  | 20 | 10 | 2 | 8  | 37 | 36 | +1   |
| 6    | Okktha United FCC       | 30  | 20 | 9  | 3 | 8  | 34 | 34 | 0    |
| 7    | Southern Myanmar United | 25  | 20 | 6  | 7 | 7  | 32 | 39 | -7   |
| 8    | Delta United FC         | 24  | 20 | 7  | 3 | 10 | 28 | 34 | -6   |
| 9    | Manaw Myay FCP          | 19  | 20 | 6  | 1 | 13 | 24 | 50 | -26  |
| 10   | Nay Pyi Taw FCP         | 12  | 20 | 3  | 3 | 14 | 25 | 36 | -11  |
| 11   | Zwekapin UnitedP        | 3   | 20 | 1  | 0 | 19 | 13 | 74 | -61  |

|  | Qualification pour la Coupe du président de l'AFC 2011                            |
|  | T : Tenant du titre C : Vainqueur de la Coupe de Birmanie P : Nouveau club en MNL |

## Bilan de la saison
| Championnat de Birmanie de football 2010 |                          |
| Champion                                 | Yadanarbon FC (3e titre) |
| Coupes et trophées                       |                          |
| Vainqueur de la Coupe de Birmanie 2010   | Okktha United FC         |
| Qualifications continentales             |                          |
| Coupe du président de l'AFC 2011         | Yadanarbon FC            |
| Promotions et relégations                |                          |
| Promus en Myanmar National League        | Rakhapura United FC      |
| Relégués en MNL-2                        | Aucun                    |